# 1959 en combiné nordique
| Années du combiné nordique : 1956 - 1957 - 1958 - 1959 - 1960 - 1961 - 1962    |
| Décennies du combiné nordique : 1920 - 1930 - 1940 - 1950 - 1960 - 1970 - 1980 |

Cette page reprend les résultats de combiné nordique de l'année 1959.

## Festival de ski d'Holmenkollen
Fait exceptionnel, l'épreuve de combiné de l'édition 1959 du festival de ski d'Holmenkollen donna lieu à un ex æquo entre les Norvégiens Sverre Stenersen et Gunder Gundersen. Leur compatriote Tormod Knutsen complète le podium.

## Jeux du ski de Lahti
L'épreuve de combiné des Jeux du ski de Lahti 1959 fut remportée par un coureur norvégien, Sverre Stenersen, devant le Soviétique Mihail Brjahin et le Finlandais Martti Maatela.

## Jeux du ski de Suède
L'épreuve de combiné des Jeux du ski de Suède 1959 donna lieu à un podium entièrement norvégien : Tormod Knutsen remporte l'épreuve devant Gunder Gundersen et Sverre Stenersen.

## Championnats nationaux

### Championnats d'Allemagne
En Allemagne de l'Ouest, le championnat fut remporté par le champion sortant, Georg Thoma.
À l'Est, Günter Flauger, du SC Dynamo Klingenthal (de), a remporté le championnat devant Rainer Dietel et Martin Körner, ses camarades de club.

### Championnat d'Estonie
Organisé à Otepää, le Championnat d'Estonie 1959 fut remporté par le champion 1956, Raimond Mürk. Il s'impose devant le champion sortant, Valev Aluvee, et le champion 1957, Boriss Stõrankevitš.

### Championnat des États-Unis
Le championnat des États-Unis 1959 s'est déroulé à Steamboat Springs, dans le Colorado. Il a été remporté par Alfred Vincelette, le champion sortant.

### Championnat de Finlande
Les résultats du championnat de Finlande 1959 manquent.

### Championnat de France
Les résultats du championnat de France 1959 manquent.

### Championnat d'Islande
Le championnat d'Islande 1959 n'a pas eu lieu.

### Championnat d'Italie
Comme les deux années précédentes, le championnat d'Italie 1959 fut remporté par Enzo Perin devant Aldo Pedrana. Seul le troisième change : il s'agit de Giancarlo Silvagni.

### Championnat de Norvège
Le championnat de Norvège 1959 se déroula à Gjøvik et fut remporté par Tormod Knutsen devant Gunder Gundersen et Sverre Stenersen .

### Championnat de Pologne
Le championnat de Pologne 1959 fut remporté par Józef Gąsienica-Bryjak (pl), du club AZS Zakopane.

### Championnat de Suède
Le championnat de Suède 1959 a distingué Lars Dahlqvist, du club Njurunda IK. Le club champion fut le club champion sortant, l'IF Friska Viljor.

### Championnat de Suisse
Les résultats du Championnat de Suisse 1959 manquent.